# Polski Narodowy Pokaz Koni Arabskich Czystej Krwi
Polski Narodowy Pokaz Koni Arabskich Czystej Krwi – coroczny czempionat koni arabskich polskiej hodowli odbywający latem się w Janowie Podlaskim. Miejscem imprezy jest arena na terenie tutejszej Stadniny Koni. Pokaz w Janowie służy nie tylko prezentacji koni, ale przede wszystkim spełnia ważną rolę w ocenie, selekcji i doborze materiału hodowlanego, ocenia pracę hodowców i wyznacza kierunki dalszej hodowli. Pierwszy czempionat zorganizowany został w 1979, a w dniach 8-9 sierpnia 2008 odbyła się jego XXX edycja.
Od 2007 w Janowie Podlaskim prezentowane są wszystkie konie. Wcześniej, do 2006 ogiery młodsze – roczne i dwuletnie, poddawane były ocenie podczas Czempionatu Polski Ogierów Młodszych odbywającego się w SO Białka, w ramach wiosennego Młodzieżowego Pokazu Koni Arabskich Czystej Krwi.

## Zasady
Konie podczas imprezy ocenia międzynarodowa komisja sędziowska, przyznając punkty w skali od 0 do 20 pkt. Zwierzęta oceniane są w pozycji stój i w ruchu – w stępie i w kłusie. Punktowane jest pięć elementów: typ, głowa i szyja, kłoda, nogi i ruch. Oceniany koń może uzyskać maksymalnie 100 punktów.
Podczas Pokazu konie prezentowane są w 11 klasach:
- klasa I – klaczki roczne
- klasa II – klaczki dwuletnie
- klasa III – klacze trzyletnie
- klasa IV – ogierki roczne
- klasa V – ogierki dwuletnie
- klasa VI – ogiery trzyletnie
- klasa VII – klacze 4–6-letnie
- klasa VIII – klacze 7–10-letnie
- klasa IX – klacze 11-letnie i starsze
- klasa X – ogiery 4–8-letnie
- klasa XI – ogiery 9-letnie i starsze

Klasy te pozwalają na obiektywne porównanie koni z tego samego rocznika, bądź grupy wiekowej.
Konie, które zdobyły pierwsze miejsce w swojej klasie, później stają do rozgrywki o tytuł Czempiona w poszczególnych kategoriach wiekowych, zaś konie, które sklasyfikowano na drugich miejscach walczą o tytuł Wiceczempiona.
Czempionat Klaczy Młodszych obejmuje klasy I, II i III.
Czempionat Ogierów Młodszych – klasy IV, V i VI.
Czempionat Klaczy Starszych – klasy VII, VIII i IX.
Czempionat Ogierów Starszych – klasy X i XI.
Na koniec imprezy czterech zwycięzców Czempionatów staje do rozgrywki o tytuł Najlepszego Konia Pokazu - Best in Show.

## Wyniki Polskiego Narodowego Pokazu Koni Arabskich Czystej Krwi

### Rok 2008 (10 sierpnia)

#### Klasy
- klasa I – Czempionka klaczek rocznych
- klasa II – Czempionka klaczy dwuletnich
- klasa III – Czempionka klaczy trzyletnich
- klasa IV – Czempion ogierków rocznych
- klasa V – Czempion ogierków dwuletnich – zwycięzca: Kabsztad (Poganin – Kwestura/Monogramm), SK Michałów
- klasa VI – Czempion ogierków trzyletnich
- klasa VII – Czempionka klaczy 4–6-letnich – zwycięzca: Pianissima (Gazal Al Shaqab – Pianosa/Eukaliptus), SK Janów Podlaski
- klasa VIII – Czempionka klaczy 7–10-letnich
- klasa IX – Czempionka klaczy 11-letnich i starszych
- klasa X – Czempion ogierów 4–8-letnich
- klasa XI – Czempion ogierów 9-letnich i starszych

#### Wyniki
- Czempionat Klaczy Młodszych (klasy: I, II, III) – Palabra (Enzo – Palmeta/Ecaho), SK Janów Podlaski
- Czempionat Ogierów Młodszych (klasy IV, V, VI) – Kabsztad, SK Michałów
- Czempionat Klaczy Starszych (klasy VII, VIII, IX) – Pianissima, SK Janów Podlaski
- Czempionat Ogierów Starszych (klasy X i XI) – Grafik, SK Michałów
- Najlepszy Koń Pokazu – Best in Show – Pianissima (Gazal Al Shaqab – Pianosa/Eukaliptus), SK Janów Podlaski
- Konie o najpiękniejszym ruchu – Drabant, SK Michałów i Pinga, SK Janów Podlaski
- Trofeum WAHO (przechodnie, dla najpiękniejszego konia arabskiego polskiej hodowli) – Ekstern, SK Michałów
- Trener roku 2008 – Mariusz Liśkiewicz
- Prezenter roku 2008 – Greg Gallun z Kalifornii[1]